# Sarah Legrain
Sarah Legrain (geboren am 17. November 1985 in Paris) ist eine französische Politikerin. Sie war von 2015 bis 2021 Sprecherin der Partei La France insoumise und Generalsekretärin (secrétaire nationale) der Parti de Gauche. Bei der Parlamentswahl 2022 wurde sie im Wahlkreis Paris XVI auf der Liste der Nouvelle Union populaire écologique et sociale (NUPES) bereits im ersten Wahlgang mit mehr als 50 % der Stimmen als Abgeordnete in die Nationalversammlung gewählt.

## Leben und Wirken
Legrain ist Absolventin der École Normale Supérieure (Promotion 2006) und Agrégation. Sie hatte eine Zeit lang mit dem Plan gespielt, eine Dissertation über Marivaux zu schreiben.
Sie war ehrenamtliche Aktivistin in der Organisation Autre Monde, die im 20. Arrondissement gegen Ausgrenzung kämpft, und trat 2011 der Parti de Gauche (Linkspartei) bei. Im Jahr 2015 wurde sie Generalsekretärin (secrétaire nationale) der Partei; ein Amt, das sie bis 2021 innehatte.
Sie ist Lehrerin für Französisch und Allgemeinbildung am Lycée Voillaume in Aulnay-sous-Bois (Seine-Saint-Denis).
Bei den Parlamentswahlen 2017 in Paris kandidierte sie für La France insoumise im sechzehnten Wahlkreis. Im ersten Wahlgang erreichte sie mit 20,84 % der Stimmen den zweiten Platz vor dem bisherigen Abgeordneten Jean-Christophe Cambadélis, der mit 8,60 % der Stimmen auf den vierten Platz kam. Im zweiten Wahlgang unterlag sie Mounir Mahjoubi, Kandidat der Partei La République en marche und Staatssekretär für Digitales, mit 48,82 % der Stimmen.
Bei den Kommunalwahlen 2020 in Paris kandidierte sie für La France insoumise im 19. Arrondissement. Sie schied im ersten Wahlgang mit 8,60 % der Stimmen gegen den amtierenden Bürgermeister François Dagnaud (Parti Socialiste) aus.
Als Nachfolgerin von Danielle Simonnet übernahm Sarah Legrain ab Dezember 2020 die Leitung des Beobachtungsausschusses gegen sexistische und sexuelle Gewalt von La France insoumise.
Während Jean-Luc Mélenchons Präsidentschaftswahlkampf 2022 wurde L'Agora insoumise von ihr geleitet.
Bei den Parlamentswahlen 2022 in Paris kandidierte sie erneut im 16. Wahlkreis für die NUPES. Am 12. Juni wurde sie im ersten Wahlgang mit 56,51 % der Stimmen gewählt. Am 30. Juni wurde sie Vizepräsidentin des Ausschusses für Kultur und Bildung der Nationalversammlung.

## Die Wahlergebnisse

### Parlamentswahlen
| Jahr | Partei | Partei | Wahlkreis | 1. Wahlgang | 1. Wahlgang | 1. Wahlgang | 2. Wahlgang | 2. Wahlgang | 2. Wahlgang | Wahlausgang |
| Jahr | Partei | Partei | Wahlkreis | Stimmen     | %           | Rang        | Stimmen     | %           | Rang        | Wahlausgang |
| ---- | ------ | ------ | --------- | ----------- | ----------- | ----------- | ----------- | ----------- | ----------- | ----------- |
| 2017 |        | LFI    | Paris XVI | 7.350       | 20,84       | 2.          | 14.562      | 48,82       | 2.          | geschlagen  |
| 2022 |        | LFI    | Paris XVI | 20.829      | 56,51       | 1.          |             |             |             | gewählt     |

### Kommunalwahlen
| Jahr | Partei | Partei | Wahlkreis          | 1. Wahlgang | 1. Wahlgang | 1. Wahlgang | eroberte Sitze               | eroberte Sitze       |
| Jahr | Partei | Partei | Wahlkreis          | Stimmen     | %           | Rang        | Conseillers d'arrondissement | Conseillers de Paris |
| ---- | ------ | ------ | ------------------ | ----------- | ----------- | ----------- | ---------------------------- | -------------------- |
| 2020 |        | LFI    | 19. Arrondissement | 3.251       | 8,60        | 5.          | 0                            | 0                    |

## Veröffentlichungen
- Mit Dominique Hölzle, Crébillon fils, "Lettres de la marquise de M*** au comte de R***". Atlande, coll. Clefs concours. Lettres XVIIIe siècle, Neuilly 2010. (ISBN 978-2-35030-142-6)